# Anomala lucicola
Anomala lucicola är en skalbaggsart som beskrevs av Fabricius 1798. Anomala lucicola ingår i släktet Anomala och familjen Rutelidae. Inga underarter finns listade i Catalogue of Life.